# Aeroportul Nan Nakhon
Aeroportul Nan Nakhon (IATA: NNT, ICAO: VTCN) este un aeroport din Pha Sing⁠(d), Districtul Mueang Nan, Provincia Nan, Thailanda ce deservește zona Districtul Mueang Nan. Aeroportul a fost tranzitat în 2020 de 312.574 de pasageri.
Situat la o altitudine de 209 m, aeroportul dispune de o singură pistă.